# برنابی ۴۷۱۹
سیارک ۴۷۱۹ (به انگلیسی: 4719 Burnaby، نامگذاری:1990WT2) چهار هزار و هفتصد و نوزدهمین سیارک کشف شده‌است که در ۲۱ نوامبر ۱۹۹۰ کشف شد.
قدر مطلق سیارک برابر ۱۲٫۰۰ است.